# アイスランドの国章
アイスランドの国章（アイスランドのこくしょう、英: Coat of arms of Iceland、アイスランド語: Skjaldarmerki Íslands）は、スカイブルーの地に内部に赤の十字が入った銀色の十字すなわちアイスランドの国旗が描かれている鉄の盾を、コンパートメントとしてのパホイホイ溶岩（玄武岩）の上に乗ったアイスランドの4体の守護者がサポーターとして支えている意匠である。サポーターとなっている雄牛はアイスランド南西部の、鷲は北西部、ドラゴンは北東部、巨人は南東部の守護者である。
紋章記述は、「Azure, on a cross argent a cross gules」である。
アイスランドの元首は、アイスランドの国章が描かれた燕尾形の国旗を用い、アイスランド国家警察は、国旗の使用ができない場合は、白地にアイスランドの国章が描かれた旗を用いる。その他の国家組織も、同様の旗を用いている。

## 歴史
アイスランドは、時代によって、下記のようないくつかの国章を用いてきた。
- 最初の紋章は、6本の青い横縞と6本の銀色の横縞が描かれた盾で、12のアイスランドコモンウェルスを表していた。
- 次の紋章は、1258年にノルウェー王ホーコン4世からギッスル・ソルヴァルドソン（英語版）（アイスランド初代総督[3]）に与えられたもので、ノルウェーの国章の盾とライオンの色を変え、盾の下部に青と銀色の横縞を入れたものだった。
- 1500年頃の紋章は、赤い盾に王冠をつけた鱈の干物が描かれているものだった。魚は、場合によって様々な描かれ方をされた。
- 1903年10月3日、紋章は、青い盾に白いハヤブサが描かれたものに変更された。1919年2月12日に、4体の守護者が描かれた紋章に代わるまで使われた[4]。
- 1944年7月17日に独立を果たすと、現在の紋章が正式に採用された。

アイスランドコモンウェルス時代の国章
1262年以降の国章
16世紀から1903年までの国章
1903年以降の国章
1919年から1944年の国章

## 守護者について
国章に4体の守護者たち「ランドヴェーッティル」が描かれているのは、13世紀にアイスランドで書かれた『ヘイムスクリングラ』にある伝承に基づいている。すなわち、デンマーク国王ハラルド・ゴルムスソンがアイスランドを征服するために魔法使いをアイスランドに派遣したところ、アイスランドの各方角にこの強力な4体のランドヴェーッティルが存在しており魔法使いを撃退したため、征服を諦めざるを得なかったという。
なお、これらの守護者は、アイスランド・クローナの硬貨の片面にも描かれている。